# Communion (sách)
Communion: A True Story (tạm dịch: Hiệp Thông: Câu chuyện có thật) là cuốn sách của nhà nghiên cứu UFO và tác giả kinh dị người Mỹ Whitley Strieber được xuất bản lần đầu tiên vào tháng 2 năm 1987. Cuốn sách dựa trên kinh nghiệm của Whitley Strieber từng trải qua "thời gian bị mất" và những hồi tưởng đáng sợ do Budd Hopkins thực hiện mà về sau kết nối đến một cuộc gặp mặt khả nghi với người ngoài hành tinh. Communion là tác phẩm bán chạy nhất thuộc dòng sách phi hư cấu trong sáu tháng vào năm 1987.
Cuốn sách sau đó được dựng thành phim do Philippe Mora đạo diễn, với Christopher Walken vào vai Strieber và Lindsay Crouse trong vai vợ ông là Anne.  Một ấn bản bìa mềm thương mại năm 2008 kèm theo lời đề tựa mới của tác giả.
Strieber so sánh những thực thể "quen thuộc", mà ông nhìn thấy và được mô tả là nữ, với nữ thần Ishtar của người Sumer.

## Hình bìa
Về phần hình bìa của Communion có chân dung khuôn mặt người ngoài hành tinh được Ted Seth Jacobs vẽ dựa theo lời kể của Strieber. Bức tranh này được coi là một trong những hình ảnh văn hóa đại chúng được biết đến nhiều nhất về thực thể ngoài hành tinh bị nghi là loài "Xám" (Grey). "Bìa cuốn Communion," đã được Jacobs kể lại như sau:
được vẽ trong căn hộ nhỏ của tôi ở đường số 83 khu Đông, Thành phố New York. Whitley ngồi với tôi trước tiên để vẽ một bức tranh về người ngoài hành tinh. Lúc tôi vừa phác họa, ông ấy sẽ chỉ ra cách thay đổi chân dung sao cho nó phù hợp hơn với những gì ông ấy trông thấy. Về phần mình, tôi tin rằng, quá trình này từng được các nghệ sĩ vẽ phác họa cho cảnh sát sử dụng. Mọi chi tiết cuối cùng đều được sửa chữa theo chỉ dẫn của ông. Qua từng điểm một, ông nói hình ảnh này tương ứng chính xác với những gì ông đã nhìn thấy. Nhờ có Whitley bên cạnh tôi trong buổi tiếp theo, tôi bắt đầu vẽ hình trên bảng vẽ bằng gỗ, diễn ra cùng một quá trình như đối với bản vẽ, cho đến khi Whitley sau cùng mới nói hình ảnh đó chính xác. ... Về giới tính của bức chân dung người ngoài hành tinh, thú thật là chủ đề này chẳng đi đến đâu cả. Tôi thậm chí còn không biết liệu loài 'grey' có giới tính như của chúng ta hay không. Whitley đã hiệu chỉnh hình ảnh đang phát triển để có được một sự mỏng manh nhất định, một kiểu nhược điểm. Tôi cho rằng người Trái Đất chúng ta thường kết hợp những đặc điểm này với chất nữ tính trong mình".

## Ảnh hưởng văn hóa
Tập "Jose Chung's From Outer Space" của bộ phim The X-Files đã nhại lại bìa sách này.
Ban nhạc screamo Virginia Pg. 99 bao gồm bản ghi âm của một người đang đọc đoạn trích ngắn của câu chuyện trong album Document #5 của họ.
Album In Search of Truth của ban nhạc progressive metal Thụy Điển Evergrey là một album chủ đề dựa trên cuốn sách này.
Sahar được nhìn thấy đang đọc một bản sao cũ kỹ của cuốn sách này trong "Love Language" (Mùa 1, Tập 5) thuộc bộ phim dài tập Resident Alien chiếu trên kênh SyFy.
Bìa sách và bản thân Strieber xuất hiện trong bộ phim Race to Witch Mountain năm 2009.